# Aligot muntanyenc
L'aligot muntanyenc (Buteo oreophilus) és una espècie d'ocell de la família dels accipítrids (Accipitridae). Habita els boscos de muntanya de l'Àfrica oriental, al sud del Sudan i d'Etiòpia, Kenya, Ruanda, Burundi, Uganda, est de la República Democràtica del Congo, Tanzània, Malawi i Sud-àfrica. El seu estat de conservació es considera gairebé amenaçat.